# Nakamura Keito
Nakamura Keito (中村 敬斗 (Trung-Thôn Kính-Đấu) sinh ngày 28 tháng 7 năm 2000) là một cầu thủ bóng đá chuyên nghiệp người Nhật Bản hiện đang thi đấu ở vị trí tiền vệ cánh hoặc tiền đạo cho câu lạc bộ tại Ligue 2 là Reims và đội tuyển bóng đá quốc gia Nhật Bản.

## Sự nghiệp câu lạc bộ
Nakamura gia nhập Gamba Osaka từ Kantō Soccer League side Mitsubishi Yowa thi đấu mùa giải J1 League 2018.   Anh ra mắt ngày 24 tháng 2 năm 2018 trong thất bại 3-2 trên sân nhà trước Nagoya Grampus khi thay cho Hwang Ui-jo ở phút thứ 69 và 10 phút sau, anh chuyền cho Nagasawa Shun để đánh đầu gỡ hòa 2-2.

## Sự nghiệp quốc tế
Nakamura từng đại diện Nhật Bản ở các cấp độ U-15, U-16, và U-17 thi đấu ở cả Giải vô địch bóng đá U-16 châu Á 2016, và Giải vô địch bóng đá U-17 thế giới 2017 khi anh ghi 4 bàn trong 4 trận trước khi Nhật Bản bị loại trước Anh tại vòng 16 đội.

## Thống kê sự nghiệp
Cập nhật gần đây nhất: 11 tháng 6 năm 2018
| Thành tích câu lạc bộ | Thành tích câu lạc bộ | Thành tích câu lạc bộ | Giải vô địch | Giải vô địch | Cúp                   | Cúp                   | Cúp Liên đoàn | Cúp Liên đoàn | Châu lục | Châu lục  | Khác    | Khác      | Tổng cộng | Tổng cộng |
| Mùa giải              | Câu lạc bộ            | Giải vô địch          | Số trận      | Bàn thắng    | Số trận               | Bàn thắng             | Số trận       | Bàn thắng     | Số trận  | Bàn thắng | Số trận | Bàn thắng | Số trận   | Bàn thắng |
| Nhật Bản              | Nhật Bản              | Nhật Bản              | Giải vô địch | Giải vô địch | Cúp Hoàng đế Nhật Bản | Cúp Hoàng đế Nhật Bản | Cúp Liên đoàn | Cúp Liên đoàn | Châu Á   | Châu Á    |         |           | Tổng cộng | Tổng cộng |
| --------------------- | --------------------- | --------------------- | ------------ | ------------ | --------------------- | --------------------- | ------------- | ------------- | -------- | --------- | ------- | --------- | --------- | --------- |
| 2018                  | Gamba Osaka           | J1                    | 13           | 0            | 1                     | 0                     | 5             | 1             | -        | -         | -       | -         | 19        | 1         |
| Tổng cộng sự nghiệp   | Tổng cộng sự nghiệp   | Tổng cộng sự nghiệp   | 13           | 1            | 1                     | 0                     | 5             | 1             | -        | -         | -       | -         | 19        | 1         |

Thành tích đội dự bị
Cập nhật gần đây nhất: 11 tháng 6 năm 2018
| Thành tích câu lạc bộ | Thành tích câu lạc bộ | Thành tích câu lạc bộ | Giải vô địch | Giải vô địch | Tổng cộng | Tổng cộng |
| Mùa giải              | Câu lạc bộ            | Giải vô địch          | Số trận      | Bàn thắng    | Số trận   | Bàn thắng |
| Nhật Bản              | Nhật Bản              | Nhật Bản              | Giải vô địch | Giải vô địch | Tổng cộng | Tổng cộng |
| --------------------- | --------------------- | --------------------- | ------------ | ------------ | --------- | --------- |
| 2018                  | U-23 Gamba Osaka      | J3                    | 3            | 1            | 3         | 1         |
| Tổng cộng sự nghiệp   | Tổng cộng sự nghiệp   | Tổng cộng sự nghiệp   | 3            | 1            | 3         | 1         |

### Quốc tế
Tính đến ngày 6 tháng 6 năm 2024
| Nhật Bản | Nhật Bản | Nhật Bản |
| Năm      | Trận     | Bàn      |
| -------- | -------- | -------- |
| 2023     | 4        | 4        |
| 2024     | 5        | 4        |
| Tổng     | 9        | 8        |

Bàn thắng và kết quả của Nhật Bản được để trước.
| # | Ngày                 | Địa điểm                                        | Đối thủ     | Bàn thắng | Kết quả | Giải đấu                      |
| - | -------------------- | ----------------------------------------------- | ----------- | --------- | ------- | ----------------------------- |
| 1 | 15 tháng 6 năm 2023  | Sân vận động Toyota, Toyota, Nhật Bản           | El Salvador | 5–0       | 6–0     | Cúp Kirin 2023                |
| 2 | 12 tháng 9 năm 2023  | Cegeka Arena, Genk, Bỉ                          | Thổ Nhĩ Kỳ  | 2–0       | 4–2     | Cúp Kirin 2023                |
| 3 | 12 tháng 9 năm 2023  | Cegeka Arena, Genk, Bỉ                          | Thổ Nhĩ Kỳ  | 3–0       | 4–2     | Cúp Kirin 2023                |
| 4 | 13 tháng 10 năm 2023 | Sân vận động Denka Big Swan, Niigata, Nhật Bản  | Canada      | 3–0       | 4–1     | Giao hữu                      |
| 5 | 1 tháng 1 năm 2024   | Sân vận động Quốc gia Nhật Bản, Tokyo, Nhật Bản | Thái Lan    | 2–0       | 5–0     | Giao hữu                      |
| 6 | 14 tháng 1 năm 2024  | Sân vận động Al Thumama, Doha, Qatar            | Việt Nam    | 3–2       | 4–2     | AFC Asian Cup 2023            |
| 7 | 6 tháng 6 năm 2024   | Sân vận động Thuwunna, Yangon, Myanmar          | Myanmar     | 1–0       | 5–0     | Vòng loại FIFA World Cup 2026 |
| 8 | 6 tháng 6 năm 2024   | Sân vận động Thuwunna, Yangon, Myanmar          | Myanmar     | 5–0       | 5–0     | Vòng loại FIFA World Cup 2026 |